# 朝倉直巳
朝倉直巳（／ Asakura Naomi，1929年9月22日—2003年2月14日），是一位日本設計家。

## 生平
東京教育大學（現筑波大學）教育學院藝術主攻構成畢業。把福島大學教育學院做為開端，到京都教育大學，筑波大學，文教大學教育學院等，主要在於美術教育。亞洲基礎造型學會第一任會長，中國、台灣、韓國等主要在東亞的基礎造型的製作和研究的基礎投入許多心力。在擔任台灣崑山科技大學客座教授期間，在暫時回國時在茨城縣自家附近發生車禍意外死亡。

## 家庭
教育社會學家朝倉景樹為朝倉直巳的長男。

## 著作
主要的著作中有『紙的構成設計』（美術出版社），『藝術·設計平面構成』（六耀社），『藝術·設計的立體構成』（六耀社），『藝術·設計的光的構成』（六耀社），『藝術·設計的色彩構成』（六耀社），『紙基礎造型·藝術·設計』（美術出版社）等。